# Gigi Paoli
Luigi Paoli, detto Gigi (Firenze, 21 gennaio 1971), è un giornalista e scrittore italiano.

## Carriera

### Carriera giornalistica
Iscritto all'Ordine nazionale dei giornalisti dall'età di diciannove anni, Paoli sviluppa la sua carriera giornalistica lavorando per la La Nazione nel settore della cronaca giudiziaria, di cui è stato responsabile per 15 anni. Nel 2016 viene promosso caposervizio della redazione di Empoli, trasferendosi poi alla sede di Firenze.

### Carriera da scrittore
Il primo libro, intitolato Il rumore della pioggia, è stato pubblicato dalla casa editrice Giunti Editore nel 2016 e gli è valso il Premio Mazara Narrativa Opera Prima nella sezione A "Narrativa Edita" nel 2017.
Per il suo secondo romanzo, Il respiro delle anime (2017), vince il Premio Tettuccio sulla narrativa nel 2018.
Nel 2020 vince il Premio Giorgio La Pira per la cultura, mentre nel 2023 vince la seconda edizione del Premio Artusino per il suo romanzo Diritto di sangue.
Nel 2024 ottiene una menzione speciale al Premio Letterario Chianti per La voce del buio (2023) e pubblica Oltre, definito dall'autore un "thriller allargato", che mescola mistero, scienza, religione ed etica, affrontando anche questioni attuali come l'immigrazione e le frontiere. Paoli trae infatti ispirazione dal suo lavoro di giornalista per arricchire i suoi romanzi con elementi realistici e attuali.

## Opere
Tutti i suoi libri sono stati pubblicati dalla casa editrice Giunti Editore.

### Serie di Carlo Alberto Marchi (Cronache da Gotham)
- Il rumore della pioggia, 2016
- Il respiro delle anime, 2017
- La fragilità degli angeli, 2018
- I misteri di Firenze, raccolta dei primi tre libri, 2020
- Il giorno del sacrificio, 2021
- Diritto di sangue, 2022

### Serie di Piero Montecchi
- La voce del buio, 2023
- Oltre, 2024

## Riconoscimenti
- 2017 - sezione A “Narrativa Edita” del Premio Mazara Narrativa Opera Prima[10]
- 2018 - Premio Tettuccio[6]
- 2020 - Premio internazionale Giorgio La Pira per la cultura[7]
- 2023 - Premio Artusino per Diritto di sangue[11]
- 2024 - Menzione speciale Premio Letterario Chianti per La voce del buio[12]